# Порта Метрониа
Porta Metronia, также Metrovia, Metrobi, Metroni, Metrosi и др. — одни из ворот Аврелиановой стены в Риме.
Первоначально эти ворота не имели башен, от них не начиналась ни одна из значимых римских дорог. Они заменили Porta Querquetulana Сервиевой стены. Ворота были закрыты в 1122 году, через них провели канал Marana, позднее Acqua Mariana.
Предположительно, ворота названы так по имени владельца участка земли у ворот.